# Антолин
Антолин (пољ. Anatolin) је село у Пољској које се налази у војводству Мазовском у повјату Гостињском у општини Пацина.
Од 1975. до 1998. године ово насеље се налазило у Плоцком војводству.